# Campeonato Santomense de 2009
O Campeonato Santomense de 2009 foi a 25ª edição do Campeonato Santomense de Futebol, competição nacional de São Tomé e Príncipe. Foi organizado pela Federação Santomense de Futebol, após ter sido cancelado em 2008. O campeão foi a equipa do Grupo Desportivo Sundy, que conquistou seu primeiro título.

## Paralisações
Após o cancelamento da temporada em 2008, a edição de 2009 do campeonato enfrentou problemas para a sua conclusão, com a partida final do campeonato sendo realizada apenas em março de 2010.
Na disputa final, a equipa GD Sundy da ilha do Príncipe sagrou-se campeã nacional ao bater o Vitória do Riboque por 3-1.
Em 2010, o campeonato voltou a ser cancelado, pela quarta vez em 6 temporadas (desde 2005). O torneio voltou a ser realizado em 2011, após um ano de paralisação.